# Малий Шуструй
Малий Шустру́й (рос. Малый Шуструй, ерз. Вишка Шуструй) — присілок у складі Атюр'євського району Мордовії, Росія. Входить до складу Великошуструйського сільського поселення.
Населення — 22 особи (2010; 22 у 2002).
Національний склад станом на 2002 рік:
- татари — 59 %